# Tỷ lệ thất nghiệp tự nhiên
Tỷ lệ thất nghiệp tự nhiên là tỷ lệ thất nghiệp mà nền kinh tế đạt được ứng với mức sản lượng tiềm năng. Lực lượng lao động bao gồm những người trong độ tuổi lao động, đang có việc làm, đang tìm việc nhưng chưa có việc hoặc đang chờ nhận việc. Tỷ lệ thất nghiệp cho biết số người đang tìm việc nhưng chưa có việc hoặc đang chờ nhận việc chiếm bao nhiêu phần trăm lực lượng lao động.

## Tổng quan
Trong điều kiện các nguồn lực của nền kinh tế được sử dụng đến mức cao nhất có thể và sản xuất ra mức sản lượng như dự kiến tức là sản lượng tiềm năng, vẫn có sự chênh lệch giữa số người làm việc với lực lượng lao động. Tỷ lệ thất nghiệp tại thời điểm điểm đó, chính là tỷ lệ thất nghiệp tự nhiên. Thực tế, tỷ lệ thất nghiệp trong một nền kinh tế thường dao động xung quanh tỷ lệ thất nghiệp tự nhiên. Khi nền kinh tế lâm vào khủng hoảng do chu kỳ kinh tế, sản xuất bị thu hẹp, sản lượng thực tế thấp hơn mực tiềm năng, tỷ lệ thất nghiệp cao hơn mức thất nghiệp tự nhiên. Ngược lại, khi đẩy mạnh sản xuất trên mọi ngành kinh tế thì cần phải thuê mướn thêm nhân công, điều này làm cho tỷ lệ thất nghiệp giảm xuống dưới mức thất nghiệp tự nhiên.
Các yếu tố xác định tỷ lệ thất nghiệp tự nhiên: Tỷ lệ tìm việc và tỷ lệ rời công việc. Tỷ lệ tìm việc là tỷ lệ những người thất nghiệp tìm được một việc làm mỗi tháng so với lực lượng lao động. Tỷ lệ tìm việc càng cao, tỷ lệ thất nghiệp tự nhiên càng thấp. Tỷ lệ rời công việc là tỷ lệ những người mất việc mỗi tháng so với lực lượng lao động. Tỷ lệ rời công việc càng cao, tỷ lệ thất nghiệp tự nhiên càng cao. Lưu ý, đây là tỷ lệ những người rời công việc thuộc hai dạng thất nghiệp tạm thời và thất nghiệp cơ cấu, trong thực tế còn một tỷ lệ rời bỏ công việc thuộc diện thất nghiệp do thiếu cầu (thất nghiệp keyness).
Thất nghiệp tự nhiên được dùng để chỉ mức thất nghiệp mà bình thường nền kinh tế trải qua. Thuật ngữ tự nhiên không hàm ý rằng triết lý thất nghiệp này đáng mong muốn, không thay đổi theo thời gian hoặc không bị ảnh hưởng bởi chính sách kinh tế. Nó đơn giản là mức thất nghiệp được duy trì ngay cả trong dài hạn. Các dạng thất nghiệp được tính vào thất nghiệp tự nhiên gồm thất ngiệp tạm thời, thất nghiệp cơ cấu và thất nghiệp theo lý thuyết cổ điển.
Các nhà kinh tế Cổ điển cho rằng các lực lượng khác nhau trên thị trường lao động, gồm có luật pháp, thể chế và truyền thống, có thể ngăn cản lương thực tế điều chỉnh đủ mức duy trì trạng thái đầy đủ việc làm. Nếu lương thực tế không thể giảm xuống mức đầy đủ việc làm thì thất nghiệp sẽ xuất hiện. Loại thất nghiệp này thường được gọi là thất nghiệp theo lý thuyết Cổ điển. Ba nguyên nhân chủ yếu có thể làm cho lương thực tế cao hơn mức cân bằng thị trường trong nền kinh tế hiện đại, đó là: luật tiền lương tối thiểu, hoạt động công đoàn  và tiền lương hiệu quả. Cả ba lý thuyết này đều giải thích lý do lương thực tế có thể duy trì ở mức " quá cao" khiến một số người có thể thất nghiệp.

## Phân loại thất nghiệp tự nhiên

### Thất nghiệp tạm thời
Loại này chủ yếu bao gồm những người đang đi tìm việc, xuất thân từ thành phần bỏ việc làm cũ đi tìm việc làm mới vì họ không thỏa mãn với mức lương và môi trường làm việc hiện tại, họ sẵn sàng bỏ việc để tìm cho mình một công việc phù hợp nhất với khả năng và mong muốn của bản thân.
Thất nghiệp tạm thời cũng xuất hiện ở những người mới gia nhập hay tái nhập lực lượng lao động, họ là những người không phải lúc nào cũng có thể tìm được việc làm ngay khi mà mình muốn. Đối tượng phổ biến của thất nghiệp ở dạng này có thể là những sinh viên mới ra trường, quân nhân vừa xuất ngũ. Ví dụ sau đây sẽ chỉ rõ tại sao những người vừa được đào tạo xong lại bị thất nghiệp. Nhiều sinh viên ra trường với tấm bằng tốt nghiệp loại trung bình khá, lặn lội đi tìm việc ở khắp nơi nhưng toàn bị loại ngay ở vòng phỏng vấn bằng tiếng Anh bởi đây vốn là điểm yếu truyền thống của phần lớn sinh viên từ trước đến nay. Ngay cả đối với những sinh viên khác đi xin việc với vốn liếng là tấm bằng tốt nghiệp loại khá hoặc giỏi và trình độ tiếng Anh cũng khá thì tình hình cũng không khả quan hơn, họ lại vấp phải rào cản là nhiều nơi yêu cầu kinh nghiệm trong khi sinh viên vừa tốt nghiệp thì lấy đâu ra thứ ấy. Vậy là họ phải kiên nhẫn mang hồ sơ xin việc đến những nơi khác để tìm kiếm cơ hội phù hợp.
Thất nghiệp tạm thời bắt nguồn từ sự dịch chuyển bình thường của thị trường lao động. Một nền kinh tế vận hành tốt là nề kinh tế có sự ăn khớp giữa lao động và việc làm. Trong một nền kinh tế phức tạp, chúng ta không thể kì vọng những sự ăn khớp như vậy xuất hiện tức thì vì trên thực tế người lao động có những sở thích và năng lực khác nhau, trong khi việc làm cũng có những thuộc tính khác nhau. Hơn nữa, các luồng thông tin về người muốn tìm việc và chỗ làm việc còn trống không phải lúc nào cũng trùng khớp cũng như sự cơ động về mặt địa lý của người lao động cũng không thể diễn ra ngay lập tức. Như vậy, chúng ta cần dự tính và phải coi một mức thất nghiệp nhất định là cần thiết và đáng mong muốn trong các xã hội hiện đại. người lao động thường không nhận ngay công việc đầu tiên được yêu cầu và doanh nghiệp không thuê người lao động đầu tiên nộp đơn xin việc. Trái lại, họ phải bỏ ra thời gian và sức lực cần thiết để tạo sự ăn khớp tốt nhất giữa người lao động và doanh nghiệp. Ví dụ, sau khi tốt nghiệp đại học, bạn cần phải có khoảng thời gian cần thiết để đi tìm việc làm. Trong thời gian đó bạn được tính là thất nghiệp. Loại thất nghiệp được tính là thất nghiệp tạm thời.
Một nguồn quan trọng của thất nghiệp tạm thời là thanh niên mới gia nhập lực lượng lao động. nguồn nữa là những người đang trong quá trình chuyển việc. một số có thể bỏ việc do không thỏa mãn với công việc hiện tại hay điều kiện làm việc hiện tại; trong khi một số khác có thể bị sa thải. Bất kì lý do gì thì họ vẫn cần phải tìm một công việc mới, nhưng điều này cần còn thời gian và cần phải chấp nhận thất nghiệp trong một thời gian nhất định.

### Thất nghiệp cơ cấu
Xảy ra khi có sự mất cân đối giữa cung và cầu lao động. Sự mất cân đối có thể xảy ra do 2 nguyên nhân:
- Diễn ra do cơ cấu lao động không phản ứng kịp thời với cơ cấu mới của cơ hội tìm việc. Sự thay đổi cơ cấu ngành hoặc công việc đòi hỏi trình độ cao hơn đối với người lao động làm cho những kỹ năng hiện tại của họ không còn phù hợp nữa. Sự mất cân đối xảy ra do sự không tương thích giữa các kỹ năng của những người tìm việc với những yêu cầu của những công việc có sẵn.
- Sự phát triển không đồng đều giữa các vùng sẽ đưa đến thực tế là vùng phát triển nhanh thì bị thiếu hụt lao động trong khi đó, vùng phát triển chậm thì lại thừa lao động. Vấn đề là người lao động không dễ dàng di chuyển từ vùng thừa người đến chỗ thiếu người để xin việc vì họ bị thiếu thông tin từ những người tuyển dụng, hoặc cũng có thế do họ khó có thể rời bỏ quê hương đi nơi khác làm việc, do không thể tìm và thích nghi được với chỗ ở mới.
Thất nghiệp cơ cấu phát sinh từ sự không ăn khớp giữa cung và cầu trên các thị trường lao động cụ thể. Mặc dù số người đang tìm việc làm đúng bằng số việc làm còn trống, nhưng người tìm việc và việc tìm người lại không ăn khớp với nhau về kỹ năng, ngành nghề hoặc địa điểm. Ví dụ, một công nhân bậc 7 có thể làm việc 25 năm trong ngành dệt nhưng có thể trở thành người thất nghiệp khi đến tuổi 50 khi ngành dệt đang bị thu hẹp do sự đối mặt với sự cạnh tranh từ nước ngoài. người công nhân có thể phải đào tạo thêm một kĩ năng mới mà nền kinh tế lúc đó có nhu cầu. tuy nhiên các doanh nghiệp có thể không muốn tuyển và đào tạo những công nhân lớn tuổi nên người công nhân này sẽ trở thành nạn nhân của tình trạng thất nghiệp cơ cấu. 

### Thất nghiệp theo lý thuyết cổ điển
Mô hình Cổ điển giả định rằng lương thực tế được điều chỉnh để cân bằng thị trường lao động, đảm bảo trạng thái đầy đủ việc làm. 
Các nhà kinh tế Cổ điển cho rằng các lực lượng khác nhau trên thị trường lao động, bao gồm luật pháp, thể chế và truyền thống có thể ngăn cản lương thực tế điều chỉnh để duy trì trạng thái đầy đủ việc làm. Nếu lương thực tế không thể làm việc làm được cung cấp đầy đủ thì thất nghiệp sẽ xuất hiện.
Loại thất nghiệp này thường được gọi là thất nghiệp theo lý thuyết Cổ điển. Ba nguyên nhân chủ yếu có thể làm cho lương thực tế cao hơn mức cân bằng thị trường trong các nền kinh tế hiện đại đó là: luật tiền lương tối thiểu, hoạt động công đoàn và tiền lương hiệu quả.
Cả ba lý thuyết này đều giải thích lý do lương thực tế có thể duy trì ở mức "quá cao" khiến cho một số người lao động có thể bị thất nghiệp.

### Tiền lương hiệu quả
Trong thực tế thì thường cung lao động luôn lớn hơn cầu lao động (lượng thất nghiệp luôn dương) đứng ở phía doanh nghiệp thì sẽ chọn một trong hai cách là trả lương cho công nhân ở mức cân bằng hai là trả lương cho công nhân ở mức trên mức cân bằng để thu hút công nhân có chất lượng cao và tạo ra mục tiêu để công nhân tăng năng suất lao động (ai cũng muốn làm một công việc có lương cao và sẽ cố gắng làm việc để giữ công việc đó). Điều này làm tăng khoảng cách giữa cung và cầu lao động làm tăng tỷ lệ TNTN.